# Маркиз Кру
Маркиз Кру (англ. Marquess of Crewe) — угасший наследственный титул в системе пэрства Соединённого королевства. Он был создан в 1911 году для государственного деятеля Либеральной партии Роберта Кру-Милнса, 1-го графа Кру. Он уже был удостоен титула графа Кру из Кру, Чешир, в 1895 году, и одновременно с получением титула маркиза стал графом Мейдли, в Стаффордшире. Эти титулы также принадлежали к пэрству Соединённого королевства. Лорд Кру был единственным сыном известного викторианского литератора Ричарда Монктона Милнса. Последний был возведён в достоинство пэра Соединённого королевства как барон Хоутон из Грейт-Хоутона в Западном райдинге Йоркшира в 1863 году. Лорд Хоутон женился на достопочтенной Аннабелле Кру, дочери Джона Кру, 2-го барона Кру (см. барон Кру). Их сын, второй барон, унаследовал поместья Кру после смерти своего дяди по материнской линии Хангерфорда Кру, 3-го барона Кру, в 1894 году. Оба сына маркиза Кру умерли раньше него, и титулы угасли после его смерти в 1945 году.
Ричард Слейтер Милнс, дедушка первого барона, был членом парламента от Йорка. Роберт Пембертон Милнс, отец первого барона, был членом парламента от Понтефракта. Леди Селия Гермиона Кру-Милнс, дочь первого маркиза, вышла замуж за сэра Эдварда Клайва Коутса, 2-го баронета. В 1946 году она и её муж приняли дополнительную фамилию Милнс (см. баронет Милнс Коутс). Ричард Милнс, прапрадед первого барона, был дядей сэра Роберта Милнса, 1-го баронета (см. баронет Милнс).

## Барон Хоутон (1863)
- Ричард Монктон Милнс, 1-й барон Хоутон (1809–1885);
- Роберт Оффли Эшбертон Милнс, 2-й барон Хоутон (1858–1945) (удостоен титула графа Кру в 1895 году).

## Граф Кру (1895)
- Роберт Оффли Эшбертон Крю-Милнс, 1-й граф Кру (1858–1945) (удостоен титула маркиза Кру в 1911 году).

## Маркиз Кру (1911)
- Роберт Оффли Эшбертон Крю-Милнс, 1-й маркиз Кру (1858–1945);
  - достопочтенный Ричард Чарльз Родс Милнс (1882–1890);
  - Ричард Джордж Арчибальд Джон Люциан Хангерфорд Кру-Милнс, граф Мейдли (1911–1922).